# Don Cardwell
Pour les articles homonymes, voir Cardwell.
Donald Eugene Cardwell (7 décembre 1935 – 14 janvier 2008) était un joueur américain de baseball de Ligue majeure évoluant au poste de Lanceur.

## Biographie
Natif de Winston-Salem (Caroline du Nord), Cardwell fréquente l'Appalachian State University en 1954. Il est alors recruté par les Philadelphia Phillies (1954) et débute en Ligue majeure en 1957. Il reste trois saisons chez les Phillies avec lesquels il compte 16 victoires pour 24 défaites.
Transféré chez les Chicago Cubs le 13 mai 1960, Cardwell lance un match sans point ni coup sûr deux jours plus tard face aux Cardinals de Saint-Louis. C’est la première fois de l’histoire des Ligues majeures qu’un lanceur parvient à une telle performance à l’occasion du premier match joué pour une nouvelle équipe. Le seul homme sur base est Alex Grammas qui bénéficie d’un but sur balle dès l’ouverture de la première manche. Cardwell retire ensuite les 26 autres batteurs se présentant devant lui. Ces débuts tonitruants sous les couleurs des Cubs ne sont pas confirmés par la suite et Cardwell termine la saison avec 9 victoires pour 16 défaites. Au bâton, il signe 16 coups surs (94 en carrière), dont 5 coups de circuit (15 en carrière), pour une moyenne au bâton de .208 (.135 en carrière).
La meilleure saison de Cardwell est celle de 1961. Il remporte 15 matches et signe 156 retraits sur prises. Après avoir chuté à 7 victoires pour 16 défaites en 1962, il est transféré chez les Cardinals le 17 octobre, où il ne reste qu’un mois sans jouer. Il rejoint alors les Pirates de Pittsburgh (9 novembre 1962).
Cardwell signe 13 victoires pour les Pirates en 1963, établissant sa meilleure moyenne de points mérités sur une saison : 3.07. Sa carrière est entravée en 1964 (4 matchs joués) par des problèmes physiques, mais revient au jeu en 1965 pour remporter 13 parties supplémentaires. Il passe chez les New York Mets en décembre 1966 après une saison moyenne (6 victoires pour 6 défaites 32 matches joués).
Signant 12 victoires pour 22 défaites lors de ses deux premières saisons chez les Mets, il remporte les Séries mondiales en 1969. Médiocre en début de saison, il lance cinq victoires consécutives décisives en fin de saison. Il ne dispute toutefois qu'une seule manche lors des Séries mondiales.
Cardwell fut cédé aux Braves d’Atlanta en milieu le 12 juin 1970. Il y achève sa carrière en disputant son dernier match en Ligue majeure le 27 septembre 1970. Il est libéré par les Braves le 22 décembre.